# Drugi rząd Giovanniego Spadoliniego

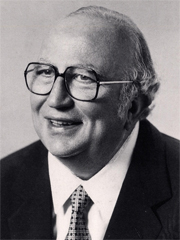
Giovanni Spadolini

Drugi rząd Giovanniego Spadoliniego – rząd Republiki Włoskiej funkcjonujący od 23 sierpnia do 1 grudnia 1982.
Gabinet powstał w trakcie VIII kadencji Izby Deputowanych i Senatu w miejsce pierwszego rządu tegoż premiera, który podał się do dymisji z powodu sporów między koalicjantami. Nową koalicję utworzyły jednak te same ugrupowania: Chrześcijańska Demokracja (DC), Włoska Partia Socjalistyczna (PSI), Włoska Partia Republikańska (PRI), Włoska Partia Socjaldemokratyczna (PSDI) oraz Włoska Partia Liberalna (PLI). Lista ministrów była taka sama jak w poprzednim rządzie. Jeszcze w tej samej kadencji gabinet został zastąpiony przez piąty rząd Amintore Fanfaniego.

## Skład rządu
- Premier: Giovanni Spadolini (PRI)
- Minister spraw zagranicznych: Emilio Colombo (DC)
- Minister spraw wewnętrznych: Virginio Rognoni (DC)
- Minister sprawiedliwości: Clelio Darida (DC)
- Minister budżetu i planowania gospodarczego: Giorgio La Malfa (PRI)
- Minister finansów: Rino Formica (PSI)
- Minister skarbu: Beniamino Andreatta (DC)
- Minister obrony: Lelio Lagorio (PSI)
- Minister edukacji publicznej: Guido Bodrato (DC)
- Minister robót publicznych: Franco Nicolazzi (PSDI)
- Minister rolnictwa i leśnictwa: Giuseppe Bartolomei (DC)
- Minister transportu: Vincenzo Balzamo (PSI)
- Minister poczty i telekomunikacji: Remo Gaspari (DC)
- Minister przemysłu, handlu i rzemiosła: Giovanni Marcora (DC)
- Minister pracy i ochrony socjalnej: Michele Di Giesi (PSDI)
- Minister handlu zagranicznego: Nicola Capria (PSI)
- Minister marynarki handlowej: Calogero Mannino (DC)
- Minister zasobów państwowych: Gianni De Michelis (PSI)
- Minister zdrowia: Renato Altissimo (PLI)
- Minister turystyki: Nicola Signorello (DC)
- Minister kultury: Vincenzo Scotti (DC)
- Minister bez teki do spraw sytuacji nadzwyczajnych w Mezzogiorno: Claudio Signorile (PSI)
- Minister bez teki do spraw kontaktów z parlamentem: Luciano Radi (DC)
- Minister bez teki do spraw służb publicznych: Dante Schietroma (PSDI)
- Minister bez teki do spraw koordynowania polityki wspólnotowej: Lucio Abis (DC)
- Minister bez teki do spraw badań naukowych i technologii: Giancarlo Tesini (DC)
- Minister bez teki do spraw regionalnych: Aldo Aniasi (PSI)
- Minister bez teki do spraw koordynowania obrony cywilnej: Giuseppe Zamberletti (DC)